# 人山人海音楽製作公司
人山人海音楽製作公司 (People Mountain People Sea / PMPS) は、1999年6月16日に設立された香港の音楽制作、レコードレーベル、マネージメント会社。代表（社長）は達明一派のボーカル、ソロミュージシャンとしても活躍する黄耀明（アンソニー・ウォン）。この名称は正式に登録されている社名であり、ユニットとして所属（正式な所属ではなく周辺アーチストも時折含む）アーチストたちが活動する場合の冠名称としては「人山人海」が使用される。なお「人山人海」とは「黒山の人だかり」を意味する中国語の成句。

## 概要
黄耀明（アンソニー・ウォン）、蔡徳才（ジェイソン・チョイ）らが中心となり設立。所属メンバーは作曲や編曲といった音楽制作者のほか、音楽評論の執筆を手がける編集・ライターや舞台俳優活動をメインとする者までと幅広い。女性ギターデュオのat17とエレクトロポップユニットのPixelToyは新人として後に加入した。設立当初はインディーズレーベル、および「人山人海」を冠した（参加メンバーはプロジェクトにより異なる）活動が主であったが、2006年にオフィス移転と同時に専用スタジオ「人山人海録音室」（Studio PMPS）をオープンさせ、香港の音楽制作会社としてオフィシャルなポジションを確立している。
現在では所属アーチストの個人リリース作品および、外部依頼による楽曲提供やアルバムプロデュース、作曲、作詞、アレンジなどを中心に、CM音楽の制作や出版物のプロデュースなど多岐に渡る業務を手がけている。

## 所属アーチスト
黄耀明（アンソニー・ウォン）、蔡徳才（ジェイソン・チョイ）、梁基爵（Gaybird）、李端嫻（V記）、亜里安、于逸尭、at17、PixelToy、陳浩峰（セドリック・チャン）何秀萍
※現在公式サイトに記載されている所属アーチストを基準とする

## 主な作品

### 関連ライブステージ
- 1997年「人山人海音楽会」（香港藝術節関連イベント）
- 2002年「創作人山人海音楽会」
- 2000年「花天走地　飛行音楽劇」（香港藝術節関連イベント）
- 2000年「香港在柏林音楽会」
- 2000年「柏林在香港音楽会」
- 2002年「黄耀明沿途監督獨楽楽人山人海音樂會」
- 2003年「人山人海 + Double C Music Group 獨楽楽音楽会」
- 2003年「MeowMeowMeow 巡迥音楽会」（at17名義）
- 2003年「藝術節戀人論語你愛我你不愛我」（香港藝術節関連イベント）
- 2005年「PixelToy Story IFVA Live Performance」（PixelToy名義）
- 2005年「PixelToy Story- Science of LIVE」（PixelToy名義）
- 2007年「人山人海擁抱緑色和平音楽会」（人山人海活動10周年記念イベント／グリーンピースとのコラボレーションライブ）

※黄耀明および達明一派名義は原則として除外 （個人のwikiページ参照）

### 関連リリースアルバム
- 「四方果」（四方果名義）
- 「入洗衣機緊急撃」（普普楽団名義）
- 「Greatest Hits Vol.6...Antisys」（Slow Tech Riddim名義）
- 「2001香港漫遊O.S.T」
- 「一個人」（四方果名義）
- 「ON/OFF」（Slow Tech Riddim名義）
- 「Pretty Happy&Gay」（人山人海所属アーチストによるコンピレーション盤）
- 「MADE BY GAYBIRD GayBird's 3D Music Series Vol.1」（GayBird名義）
- 「Looking For Mies」（VSOP名義）
- 「原聲EP 百年孤寂版本9.0」
- 「alok: wahoo!」（alok名義）
- 「Meow Meow Meow」（at17名義）
- 「超冬」（四方果名義）
- 「KissKissKiss」（at17名義）
- 「雁石分天 - 加州紅903十一團火音樂會」（at17名義）
- 「The Good the Bad & the Ugly the future sound of tung lo wan」（人山人海所属アーチストによるコンピレーション盤）
- 「Science of Love」（PixelToy名義）
- 「Bian Bian Bian - 變變變」（at17名義）

※黄耀明名義は原則として除外
※公式サイトの記載を基準とする

### 関連出版物
- 1999年「魔笛」(香港のコミック作家黎達達栄の単行本）
- 2005年「青春耳鼻喉」(香港のコミック作家黎達達栄の単行本）
- 2005年「I Learned the chords at seventeen」（at17の楽曲ギター譜集）
- 2005年「我有冇問題」（at17のエッセイ集／青春文化事業出版／皇冠出版社（香港）有限公司発行）
- 2006年「失・逃 ROCKMIUOLOGY A Photo Album by Ellen Joyce Loo」（at17のエレン・ジョイス・ロー撮影による写真集／青春文化事業出版／皇冠出版社（香港）有限公司発行）

※公式サイトの記載を基準とする

### 所属アーチストによる外部プロデュース
張国栄、王菲、林憶蓮、陳奕迅、許志安、楊千嬅、鄭秀文、謝霆鋒、彭羚、莫文蔚、黄秋生、丁菲飛、許茹芸、蘇慧倫、梁朝偉、江美琪、葉蒨文など
※公式サイトの記載を基準とする